# Hoplitis torchioi
Hoplitis torchioi är en biart som först beskrevs av Parker 1979.  Hoplitis torchioi ingår i släktet gnagbin, och familjen buksamlarbin. Inga underarter finns listade i Catalogue of Life.